# 周續之
周續之（377年—423年），字道祖，南朝宋雁門廣武（今山西代縣西南）人。
祖輩由雁門移居豫章建昌縣。生於東晉孝武帝太元二年（377年），八歲喪母，由兄長扶養，事兄如父，師從范寧，同學皆以顏淵視之。劉毅欲聘為參軍，不就。後入廬山師事慧遠法師，與劉遺民、陶淵明並稱“尋陽三隱”。卒於南朝宋少帝景平元年（423年）。

## 延伸阅读
[在维基数据编辑]
 《宋書/卷93》，出自沈约《宋书》